# Chloropseidae
La familia Chloropseidae incluye un único género, Chloropsis, que cuenta con varias especies de aves paseriformes.

## Especies
Se reconocen las siguientes especies:
- Chloropsis flavipennis – verdín filipino;
- Chloropsis palawanensis – verdín de Palawan;
- Chloropsis sonnerati – verdín de Sonnerat;
- Chloropsis cyanopogon – verdín gorgiazul;
- Chloropsis cochinchinensis – verdín aliazul;
- Chloropsis jerdoni – verdín de Jerdon;
- Chloropsis kinabaluensis – verdín de Borneo;
- Chloropsis aurifrons – verdín frentidorado;
- Chloropsis media – verdín de Sumatra;
- Chloropsis hardwickii – verdín de Hardwicke;
- Chloropsis venusta – verdín frentiazul.